# Rouxinol do Rinaré

Antonio Carlos da Silva, connu sous le nom artistique de Rouxinol do Rinaré (en français Rossignol du Rinaré, né le 28 septembre 1966 à Quixadá, Ceará, Brésil), est un poète brésilien, qui fait partie de la littérature de cordel.

## Biographie
Né à Quixadá, dans l'État du Ceará, le 28 septembre de 1966, il se déplace, dans les années 1990, à Pajuçara (Maracanaú) et fonde les magazines culturels Sociarte, A Porta Cultural dos Aletófilos et O Benemérito, en collaboration avec d'autres cordélistes qui sont : Klévisson Viana, Queiroz de França, Serra Azul, Francisco Bento et Claudio Magalhães. Il est membre de l'Académie Brésilienne de Cordel et de la Société des Amis de Rodolpho Theophilo.
Plusieurs de ses œuvres sont publiées par les Éditions Tupynanquim.
Il est aussi nommé en France dans les revues Latitudes, Quadrant et Infos Brésil.
Il a une fille de 18 ans, Julie Anne, aussi cordéliste.

## Œuvres

### Cordels
| - O Papagaio Real ou o Príncipe de Acelóis - 16 p. - A astúcia do jagunço Sabino o pistoleiro que vingou sua própria vítima - Ali Baba e os quarenta ladrões - O capitão de ladrões - 24 p. - O ladrão de Bagdá - O folclore brasileiro - O Justiceiro do Norte (en deux formats : feuillet simple et illustré) - 32 p. - A lenda do Guaraná - As bravuras de Donnar o matador de dragões - 32 p. - A história dos martírios de uma mãe iraquiana (2e Prix au 2e concours Paulista de Literatura de Cordel) (Ed. Luzeiro) - Saiona, a mulher dos olhos de fogo - 16 p. - Culto a Baco e orgia – Peleja com Costa Senna - CPTM e Metrô — rapidez, segurança e qualidade de vida (1er Prix au 1er Concours Paulista de Literatura de Cordel) - Violação — tragique histoire de Renato e Maria - Rachel de Queiroz — vida, obra e um adeus - Patativa do Assaré deixa o nordeste de luto - Andanças e aventuras do poeta Mário Gomes - Oscar Niemeyer, o gênio da arquitetura - A história da Praça do Ferreira - O testamento de Judas - I Festival de Internacional de Trovadores e Repentistas - O colar de pérolas e a lenda dos vaga-lumes - Dois meninos do sertão e o lobisomem fantasma - O valentão Chico Tromba e suas perversidades - Raul Seixas e a Sociedade da Grã-Ordem Kavernista - O encontro de John Lennon com Raul Seixas no céu - Raul Seixas e Elvis Presley — o encontro de dois mitos - Raul Seixas e Paulo Coelho — buscando sonho e magia - 24 p. - ABC para lembrar Raulzito e Gonzagão - 8 p. - Raul Seixas um cow-boy fora da lei - A consciência ecológica na obra de Raul Seixas - 8 p. - Os empreendedores - Mostra de Cinema Rosemberg Cariri (feuillet publicitaire) - O artista da rima (au poète Severino Batista) - IBGE — Competência e credibilidade por um Brasil melhor mais desenvolvido - Seu Lunga o rei do mau-humor - 16 p. - O esperado encontro de Coxinha com seu Lunga - 16 p. - Salomão e Sulamita — o cântico erótico do amor - 16 p. - Os grandes feitos de Rodolfo Teófilo | - Respostas de Zé Charada no reino dos sabichões - Os mistérios dos perfumes - Rodolfo Teófilo — o Varão Benemérito da Pátria (en collaboration avec Serra Azul) - A história completa de Lampião e Maria Bonita (en collaboration avec Klévisson Viana) - O grande encontro de Camões com Salomão (en collaboration avec Serra Azul) - O profeta Daniel e o sonho que o rei esqueceu (en collaboration avec Sebastião Paulino) - Antônio Conselheiro e a Guerra de Canudos (en collaboration avec Queiroz de França) - Peleja de dois poetas sobre a transposição do Rio São Francisco (en collaboration avec Klévisson Viana) - A grande peleja virtual de Klévisson Viana e Rouxinol do Rinaré (collaboration) - A triste história de Catarina e Billy Macarrão (en collaboration avec Zé Cariri) - A história do filósofo Diogenes, o cínico (en collaboration avec Francisco Bento) - A história do holandês que inventou a Folkmídia (en collaboration avec Klévisson Viana) - O casamento do Morcego com a Catita (parceria Arievaldo Viana) - Dicas para o sucesso do produtor de caju (parceria Klévisson Viana) - Canal da Integração — levando vida e progresso ao povo do Ceará (en collaboration avec Klévisson Viana) - SEFAZ-Ceará — o futuro é o sol que brilha com as cores do vitral (en collaboration avec Klévisson Viana) - Os Sertões de Conselheiro, de Euclides e Gereba (en collaboration avec Klévisson Viana) - Saneamento é saúde (parceria Klévisson Viana) - CEREST-Ceará, a saúde do trabalhador em primeiro lugar (en collaboration avec Klévisson Viana) - São Paulo capital nordeste (en collaboration avec Klévisson Viana et Téo Azevedo) - Foi voando nas asas da Asa Branca que Gonzaga escreveu a sua história (en collaboration avec plusieurs poètes) - ABC do peido – 8 p. - A história dum filho errante e as preces de uma mãe (Luzeiro) - Inédites : - O reino da torre de ouro (Lauréat du Prix Alberto Porfírio de Literatura de Cordel Inédita – 2010) - O velho que enganou a morte |

### Livres
| - Um Curumim, um Pajé e a lenda do Ceará (Livre pour les enfants, Ed. IMEPH-CE, 3e ed.) - O Sapo com medo d'água (Livre pour les enfants, Ed. IMEPH-CE) - O Gato de botas, em cordel (Ed. Escala Educacional-SP) - O Alienista, em cordel (Ed. Nova Alexandria-SP) - Cordel-Rouxinol do Rinaré (Anthologie - Editora Hedra-SP) - Cordel : Criar, Rimar e Letrar (en collaboration avec Arlene Holanda), pour les professeurs intéressés à la production de cordel ou de l'utilisation scolaire. Ed. IMEPH-CE | - A origem do Guaraná (Livre pour les enfants, 40 p. - Ed. Conhecimento-CE) - Folclore Brasileiro (Livre pour les enfants, 24 p. – Ed. Conhecimento-CE) - Cavalo de Talo, Boneca de Milho (Livre pour les enfants, Ed. Demócrito Rocha-CE) - Povo Marcado (en collaboration avec Klévisson Viana) - Quadrinhos-Ed. Sindicato dos Sapateiros - TRENDS-Sonhando e projetando o futuro (en collaboration avec Klévisson Viana) |

## Prix et récompenses
- Medalha Umberto Peregrino, novembre 2004, I Festival International des Repentistas et Trobadors du Sertão Central (à Quixadá). Hommage de l’Académie Brésilienne de Littérature de Cordel-ABLC, Rio de Janeiro.
- Il a gagné 3 prix nationaux aux concours Littéraires de cordel et en 2010, il est lauréat à Ceará, avec Prêmio Alberto Porfírio de Literatura de Cordel.